# Trude Dybendahl
Trude Dybendahl-Hartz (Oslo, 8 de enero de 1966-23 de agosto de 2024) fue una deportista noruega que compitió en esquí de fondo; campeona mundial en 1991.

## Trayectoria
Participó en cuatro Juegos Olímpicos de Invierno, entre los años 1988 y 1998, obteniendo en total tres medallas de plata en la prueba de relevo: en Calgary 1988 (junto con Marit Wold, Anne Jahren y Marianne Dahlmo), en Albertville 1992 (con Solveig Pedersen, Inger Helene Nybråten y Elin Nilsen) y en Lillehammer 1994 (con Inger Helene Nybråten, Elin Nilsen y Anita Moen).
Ganó seis medallas en el Campeonato Mundial de Esquí Nórdico entre los años 1991 y 1997.
En 1991 fue galardonada con el trofeo Kongepokal de la Confederación Deportiva y Comité Olímpico Noruego.

## Palmarés internacional
| Juegos Olímpicos   | Juegos Olímpicos       | Juegos Olímpicos  | Juegos Olímpicos |
| Año                | Lugar                  | Medalla           | Prueba           |
| ------------------ | ---------------------- | ----------------- | ---------------- |
| 1988               | Calgary (Canadá)       | Medalla de plata  | Relevo 4 × 5 km  |
| 1992               | Albertville (Francia)  | Medalla de plata  | Relevo 4 × 5 km  |
| 1994               | Lillehammer (Noruega)  | Medalla de plata  | Relevo 4 × 5 km  |
| Campeonato Mundial |                        |                   |                  |
| Año                | Lugar                  | Medalla           | Prueba           |
| 1991               | Val di Fiemme (Italia) | Medalla de oro    | 5 km             |
| 1991               | Val di Fiemme (Italia) | Medalla de plata  | 15 km            |
| 1991               | Val di Fiemme (Italia) | Medalla de bronce | Relevo 4 × 5 km  |
| 1993               | Falun (Suecia)         | Medalla de bronce | 5 km             |
| 1993               | Falun (Suecia)         | Medalla de bronce | Relevo 4 × 5 km  |
| 1997               | Trondheim (Noruega)    | Medalla de plata  | Relevo 4 × 5 km  |